# SK Sparta Hradec Králové
SK Sparta Hradec Králové (celým názvem: Sportovní klub Sparta Hradec Králové) byl československý klub ledního hokeje, který sídlil v Hradci Králové. Založen byl v roce 1922 a zanikl v roce 1948. Klubové barvy byly červená a modrá.
Své domácí zápasy odehrával v Třebeši.

## Historie
Sportovní klub SK Sparta Hradec Králové byl založen 3. května 1922 v královéhradecké čtvrti Třebeš. Na počátku roku 1939 je nově zřízený oddíl ledního hokeje Sparty přijat do ČSLH a v sezóně 1939/40 startuje Sparta Třebeš v mistrovství Východočeské župy, kde obsadí v konečné tabulce 4. místo. Po reorganizaci soutěží v roce 1940 hraje Sparta I.a třídu Orlické župy.
V roce 1948 je po komunistickém puči klub SK Sparta Třebeš násilně začleněn do obnoveného TJ Sokol Třebeš. Sloučený klub je nejprve pojmenován TJ Sokol Sparta Hradec Králové, záhy opět TJ Sokol Třebeš.
K zániku třebešské Sparty dochází k datu 4. října 1948.
Hokejový oddíl zaniklé Sparty hraje v rámci TJ Sokol ještě několik let, než bude zcela zrušen. Startuje ve Východočeské krajské soutěži a v roce 1954 se dokonce TJ Sokol Třebeš stává jejím vítězem.

## Týmové úspěchy
- sezóna 1939/40 - 4. místo v mistrovství Východočeské župy
- sezóna 1942/43 - 3. místo v kvalifikaci o postup do divize
- sezóna 1946/47 - 2. místo v I. A třídě Orlické župy

## Historické názvy
- 1922 – SK Sparta Hradec Králové (Sportovní klub Sparta Hradec Králové)
- 1948 – TJ Sokol Sparta Hradec Králové (Tělovýchovná jednota Sokol Sparta Hradec Králové)
- 1953 – TJ Sokol Třebeš (Tělovýchovná jednota Sokol Třebeš)